# USS LST-408
O USS LST-408 foi um navio de guerra norte-americano da classe LST que operou durante a Segunda Guerra Mundial.